# Післяобрази
«Післяо́брази» (пол. Powidoki) — польський драматичний фільм, знятий Анджеєм Вайдою. Світова прем'єра стрічки відбулась 10 вересня 2016 року на міжнародному кінофестивалі в Торонто, а в Україні — 30 жовтня 2016 року на Київському міжнародному кінофестивалі «Молодість», який вона закривала. Фільм розповідає історію художника та теоретика мистецтва Владислава Стшемінського — одного з лідерів польського авангардизму у міжвоєнні роки. Стрічка «Післяобрази» стала останньою для режисера, який помер 9 жовтня 2016 року.
Фільм був висунутий Польщею на премію «Оскар» за найкращий фільм іноземною мовою.

## У ролях
| Актор                  | Роль                   |
| ---------------------- | ---------------------- |
| Богуслав Лінда         | Владислав Стшемінський |
| Броніслава Замаховська | Ніка Стшемінська       |
| Александра Юста        | Катажина Кобро         |
| Зофья Віхлач           | Ганя                   |
| Кшиштоф Печинський     | Юліан Пшибось          |
| Маріуш Бонашевський    | Мадейський             |

## Визнання
| Нагороди та номінації фільму «Післяобрази» | Нагороди та номінації фільму «Післяобрази» | Нагороди та номінації фільму «Післяобрази» | Нагороди та номінації фільму «Післяобрази» | Нагороди та номінації фільму «Післяобрази» | Нагороди та номінації фільму «Післяобрази» |
| Рік                                        | Кінопремія / Кінофестиваль                 | Категорія / Нагорода                       | Номінант                                   | Результат                                  |                                            |
| ------------------------------------------ | ------------------------------------------ | ------------------------------------------ | ------------------------------------------ | ------------------------------------------ | ------------------------------------------ |
| 2016                                       | Кінофестиваль у Гдині                      | Спеціальний приз журі                      | «Післяобрази»                              | Перемога                                   |                                            |